# Silvio Passerini
Pour les articles homonymes, voir Passerini.
Silvio Passerini (né en 1469 à Cortona, dans la République florentine, en Toscane, Italie, et mort à Città di Castello le 29 mars 1529) est un cardinal italien du XVIe siècle. Sa famille est d'origine florentine.

## Biographie
Silvio Passerini est très proche du fils de Laurent de Médicis, Alexandre, le futur pape Léon X. Il entre au service de la famille de Médicis et est nommé protonotaire apostolique et dataire de Léon X.
Le pape Léon X le crée cardinal lors du consistoire du 1er juillet 1517. Le cardinal Passerini est administrateur de Sarno en 1518 et 1519 et est nommé évêque de Cortona en 1521. Il est légat en Ombrie, administrateur de Barcelone, administrateur d'Assise et est nommé régent d'Alessandro de' Medici, comme signore de Florence.
Le cardinal Passerini est un mécène de la Renaissance. Il construit 4 villas, il Palazzone (avec des fresques de Luca Signorelli), et des villas à Bettolle, à Petrignano et à Piazzano. Il protège des artistes comme Giorgio Vasari d'Arezzo, Andrea del Sarto et Raffaellino del Garbo. Il est spectateur de la première de la comédie Il Mandragola de Niccolò Machiavelli.
Le cardinal Passerini participe au conclave de 1521-1522 lors duquel Adrien VI est élu et à celui de 1523 (élection de Clément VII).

## Sources
- Fiche du cardinal Silvio Passerini sur le site de la Florida International University